# DRAMAtical Murder
『DRAMAtical Murder』（ドラマティカル マーダー）は、2012年3月23日にNitro+CHiRALより発売されたボーイズラブ系アダルトゲーム。略称は『ドラマダ』。
ファンディスク『DRAMAtical Murder re:connect』が2013年4月26日発売。PlayStation Vita用ソフト『DRAMAtical Murder re:code』が2014年10月30日に発売。

## 概要
初回版は三方背BOXケース付き三つ折デジパックケースで"オールメイト蓮ラバーキーホルダー"と2012年5月12日に開催の"「THE CHiRAL NIGHT -Dive into DMMd-」"の先行予約エントリーシート（エントリー期限は2012年4月1日まで）が同梱されている。なお主題歌及びサウンドプロデュースにはヴィジュアル系ロックバンドcali≠gariのボーカル担当の石井秀仁がGOATBED名義で手掛けている。

## ストーリー
日本の近未来のとある離島、碧島（みどりじま）を舞台とする、アドベンチャー。
碧島は東江財閥有する「プラチナ・ジェイル」と呼ばれる総合リゾート地と、元々島に住んでいた原住民の街「旧住民区」に二分されていた。旧住民区でジャンクショップ店員として働く蒼葉は祖母のタエと二人で暮らし、ごく平凡な生活を送っていた。
しかしその平凡な日々もとある事件をきっかけに壊れていく。

## ゲームシステム
共通ルートで選択肢（2択）を正しく選ぶことによって効率的に各キャラのルートへ分岐できる。

## 登場人物
※声優は、ゲーム（PC）版 / テレビアニメ版、ゲーム（PS Vita）版の順
瀬良垣 蒼葉（せらがき あおば）
声 - 嘉神塁 / 私市淳
主人公。23歳。原因不明の頭痛に悩まされているがそれ以外はごく普通の青年。ただし、キレると蹴ってくることが多い。
祖母と二人暮らしをしている。オールメイトは「蓮」。
紅雀（こうじゃく）
声 - 沖野靖広 / 高橋広樹
蒼葉の幼馴染の髪結い師。女性ファンが多い。オールメイトは「ベニ」。
ノイズ
声 - 野次馬根性 / 日野聡
体中にピアスを開けている、19歳の青年。無表情でいることが多い。オールメイトは「ウサギモドキ」
ミンク
声 - 早川凜太 / 松田健一郎
元囚人。仲間からは慕われている様子。オールメイトは「トリ」。
クリア
声 - 佐和真中 / 中澤まさとも
ガスマスクにビニール傘という出で立ちをしている。ガスマスクを自ら外すことはなく、また外そうとすると嫌がる。
蒼葉を「マスター」と呼んで慕う。
蓮（れん）
声 - 髭内悪太 / 竹内良太
蒼葉のオールメイト。犬型で旧式。
冷静沈着で頼れる蒼葉のパートナー。
ベニ
声 - 大海原渉 / 後藤啓介
紅雀のオールメイト。雀型。
性格は江戸っ子気質。
トリ
声 - 祭大! / 上別府仁資
ミンクのオールメイト。オウム型。
名前が無いため便宜上「トリ」と呼ばれている。ただし、DRAMAtical Murder re:connectの場合はルラカンという名が付けられている。
ミズキ
声 - 丈隆志 / 高橋研二
リブスティーズ最大のチーム「ドライジュース」を纏め上げる頭（ヘッド）。副業てバーと刺青師を営む。
ライムに興味がない蒼葉を気に入り、以降何かと気にかけてくれる友人。
ウイルス&トリップ
声 - 須賀紀哉（ウイルス）、黒井鋼（トリップ） / 間島淳司（ウイルス）、樋口智透（トリップ）
碧島のヤクザ2人組。そっくりな姿をしているが双子ではない。眼鏡で前髪を左分けにしているのがウイルスで、筋肉質で前髪を右分けにしているのがトリップ。
悪島（あくしま）
声 - 南部哲好 / 増谷康紀
碧島を守る人物。怖い顔をしており、変わった形のメガホンをいつも持っている。
東江（とうえ）
声 - 林檎畑四十郎 / 西前忠久
東江財閥当主で、「プラチナ・ジェイル」を作った人物。片眼鏡をしていることがある。
タエ
声 - 西野玖海 / 文月くん
蒼葉の祖母であるピンク色の髪をした老婆。薬局を営んでおり、彼の頭痛薬も彼女が調剤している。かなりの老齢だがいまだ矍鑠としており、誰であろうと物怖じせずにお説教をかます。
ナオ、ミオ&キオ
声 - 佐山森（ナオ）、野上奈々（ミオ）、おぼれ谷リアス（キオ） / 松元惠（ナオ）、本井えみ（ミオ）、梅里紗生（キオ）
蒼葉の近所に住む子供たちで、「平凡」によくやってくる。
羽賀（はが）
声 - J-一郎 / 徳本英一郎
蒼葉のバイト先である、ジャンクショップ平凡の店長で、笑顔が絶えない人物。ただし、ハゲと言うワードはNG

## 作中用語
ライム
電脳空間で行うゲーム。プレイヤーはお互いのオールメイトを使い攻撃をしあい、ライフを減らしていくもの。
リブスティーズ
チーム制で行うストリートファイトの一種。各チームにはそれぞれ固有名詞と専用のマークがある。
オールメイト
携帯電話の様な役割をする道具だが、動物を象っている機械。道案内や生活のサポートなど、色々な機能が付いているロボット。
モルヒネ
都市伝説とされる謎のリブスティーズチーム。一部ではプラチナ・ジェイルとの関連も噂されている。
暴露（スクラップ）
蒼葉の特殊能力。電波を通して相手の脳内に侵入し、その中で最も思い出したくない『記憶』や『秘密』を引き出す。干渉時間や『記憶』によっては脳神経を破壊され発狂にいたる危険もある。

## スタッフ
- シナリオ - 淵井鏑
- 原画 - ほにゃらら
- 音楽 - GOATBED・GEORIDE

## 関連商品

### CD
-shape.memory.music-DRAMAtical Murder soundtrack
2012年5月9日発売、レーベル：ランティス
全33曲（BGM24曲&ボーカル9曲）収録、2枚組サウンドトラック。
参加アーティスト：GOATBED（音楽プロデューサー）、いとうかなこ、VERTUEUX、木村世治／ジャケットイラスト：ほにゃらら
- DMMd period．- DRAMAtical Murder re：connect soundtrack
2013年6月12日発売、レーベル：ジオライド
全19曲（ボーカル8曲＆BGM11曲）収録、2枚組サウンドトラック。
参加アーティスト：GOATBED（音楽プロデューサー）、 いとうかなこ、木村世治、VERTUEUX／ジャケットイラスト：ほにゃらら
DRAMAtical Murder Drama CD シリーズ
2014年9月5日から2015年3月4日順次5枚を発売、レーベル：ニトロプラス
2枚組ドラマCD
シナリオ-淵井鏑
ジャケットイラスト：ほにゃらら
-engage+ment - DMMd DramaCD Vocal Tracks -
2015年3月4日発売、レーベル：ジオライド
全5曲収録（ドラマCDエンディング曲集）
参加アーティスト：いとうかなこ、VERTUEUX、木村世治、GOATBED／ジャケットイラスト：ほにゃらら

### 書籍
ムック
宙出版刊行
- DRAMAtical Murder 公式ビジュアルファンブック （2012年12月11日発売、ISBN 978-4776796169）
- DRAMAtical Murder re:connect 公式ビジュアルファンブック （2014年3月29日発売、ISBN 978-4776796374）
- DRAMAtical Murder re:code 公式ビジュアルファンブック （2015年1月24日発売、ISBN 978-4776796534）

コミカライズ
エンターブレイン（現・KADOKAWA/エンターブレイン）刊行、浅田寅ヲ作
- DRAMAtical Murder 1（2013年4月1日発売、ISBN 978-4047288447）
- DRAMAtical Murder 2（2014年3月31日発売、ISBN 978-4047296220）

アンソロジー
エンターブレイン刊行
- DRAMAtical Murder アンソロジー（2012年6月30日発売、ISBN 978-4047281790）

一迅社刊行
- DRAMAtical Murder コミックアンソロジー （2012年8月25日発売、ISBN 978-4758007085）
- DRAMAtical Murder  コミックアンソロジー VOL.2（2013年5月25日発売、ISBN 978-4758007542）

宙出版刊行
- DRAMAtical Murder 4コマ DRAMAtical DAYS（2014年10月29日発売、ISBN 978-4776739005）

竹書房刊行
- DRAMAtical Murder 4コマアンソロジー （2012年9月27日発売、ISBN 978-4812479919）

### ウェブトゥーン
JAMTOON（ファンギルド）配信、電子書籍、秋津そたか作
- DRAMAtical Murder（2023年2月15日[2] - 11月22日配信[3]、全50話）

## テレビアニメ
2014年7月より9月までテレビ東京、テレビ愛知、テレビ大阪、AT-Xにて放送された。

### スタッフ（アニメ）
- 原作 - Nitro+CHiRAL
- 監督 - 三浦和也
- シリーズ構成 - 待田堂子×淵井鏑
- キャラクター原案 - ほにゃらら
- キャラクターデザイン - 番由紀子
- サブキャラクターデザイン - 岩永悦宜
- プロップデザイン - 森岡賢一
- 美術監督 - 永吉幸樹（第1話 - 第3話）→松宮正純（第4話 - ）
- 色彩設計 - 大塚奈津子
- 撮影監修 - 大山佳久
- 撮影監督 - 久野利和
- 3DCGプロデューサー - 井野元英二
- 3DCGディレクター - 鈴木正史
- 編集 - 高橋歩
- 音響監督 - 飯田里樹
- 音楽 - 林ゆうき
- 音楽制作 - DIVE II entertainment
- 音楽プロデューサー - 大胡寛二
- プロデューサー - 田中宏幸、麻生一宏、紅谷佳和、清水美佳、荒井隼、戸田裕堂、金庭こず恵、永瀬智人、山田香穂
- アニメーション制作 - NAZ
- 製作 - DRAMAtical Murder製作委員会

### 主題歌（アニメ）
オープニングテーマ「SLIP ON THE PUMPS」
作詞・作曲・編曲・歌 - GOATBED
エンディングテーマ
「BOWIE KNIFE」（第1話 - 第6話、第11話）
作詞・作曲・編曲・歌 - GOATBED
「BY MY SIDE」（第7話）
作詞・歌 - いとうかなこ / 作曲 - 安谷屋真之 / 編曲 - 磯江俊道
「Felt」（第8話）
作詞・作曲・編曲・歌 - 木村世治
「Lullaby Blue」（第9話）
作詞 - 渡邊カズヒロ / 作曲・編曲 - 磯江俊道 / 歌 - いとうかなこ
「Soul Grace」（第10話）
作詞 - ken1 / 作曲 - 榊原秀樹 / 編曲 - 磯江俊道 / 歌 - VERTUEUX
「天使達」（第12話）
作詞・作曲・編曲・歌 - GOATBED

挿入歌「クラゲの歌」（第9話）
作詞 - 荒井隼 / 作曲・編曲 - 村上正芳 / 歌 - クリア（中澤まさとも）

### 各話リスト
| 話数    | サブタイトル  | 脚本     | 絵コンテ        | 演出                  | 作画監督                                                        | 総作画監督        |
| ------- | ------------- | -------- | --------------- | --------------------- | --------------------------------------------------------------- | ----------------- |
| Data_01 | Login         | 待田堂子 | 三浦和也        | 三浦和也              | 小峰正頼、大西陽一、岩岡優子 櫻井司、郷津春奈                   | 番由紀子          |
| Data_02 | Crack         | 待田堂子 | 三浦和也        | 伊藤史夫              | 武智敏光、滝川和男、服部憲知                                    | 小峰正頼          |
| Data_03 | Presage       | 関根聡子 | 三浦和也        | 鈴木哲郎              | 岩岡優子、西川明人                                              | 番由紀子          |
| Data_04 | Disappearance | 待田堂子 | 玉田博          | 羽原久美子            | 岩岡優子                                                        | 小峰正頼          |
| Data_05 | Error         | 関根聡子 | 三浦和也        | 上野史博              | 高乗陽子、西川雅史 津熊健徳、服部憲知                           | 番由紀子          |
| Data_06 | Revelation    | 待田堂子 | 三浦和也        | 前園文夫              | 鈴木信一                                                        | 小峰正頼          |
| Data_07 | Distance      | 関根聡子 | 相馬満          | 佐々木勅嘉            | 岩岡優子、Hwang sung won                                        | 番由紀子          |
| Data_08 | Reply         | 待田堂子 | 増田敏彦        | 伊藤史夫              | 武智敏光、服部憲知、冨澤佳也乃 王敏、UEC                        | 小峰正頼          |
| Data_09 | Echt          | 関根聡子 | 西澤晋          | 上野史博              | 高乗陽子、津熊健徳 服部憲知、小林ゆかり                         | 番由紀子          |
| Data_10 | Faith         | 待田堂子 | 西澤晋          | 吉田俊司              | 神宮寺たろう、滝川和男、岩井優器 須田悟、佐々木こうじ、武智敏光 | 小峰正頼          |
| Data_11 | Fixer         | 待田堂子 | 小俣真一        | あなばりゅうぞう      | 岩岡優子、飯飼一幸、高乗陽子 斎藤和也、吉田和香子               | 番由紀子          |
| Data_12 | Dawn          | 待田堂子 | 西澤晋 三浦和也 | 栗山貴行 三浦和也     | 青野厚司、保戸木知恵 鈴木信一、服部憲知                         | 番由紀子 小峰正頼 |
| Data_xx | Transitory    | 関根聡子 | 上野史博        | 羽原久美子 藤沢奈々子 | 滝川和男、武智敏光、岩岡優子                                    | 番由紀子 小峰正頼 |

### 放送局
| 放送地域   | 放送局             | 放送期間                | 放送日時                     | 放送系列       | 備考             |
| ---------- | ------------------ | ----------------------- | ---------------------------- | -------------- | ---------------- |
| 関東広域圏 | テレビ東京         | 2014年7月7日 - 9月22日  | 月曜 1:35 - 2:05（日曜深夜） | テレビ東京系列 |                  |
| 愛知県     | テレビ愛知         | 2014年7月8日 - 9月23日  | 火曜 3:05 - 3:35（月曜深夜） | テレビ東京系列 |                  |
| 大阪府     | テレビ大阪         | 2014年7月12日 - 9月27日 | 土曜 2:40 - 3:10（金曜深夜） | テレビ東京系列 |                  |
| 日本全域   | AT-X               | 2014年7月12日 -         | 土曜 18:00 - 18:30           | CS放送         | リピート放送あり |
| 日本全域   | GYAO!              | 2014年7月13日 -         | 日曜 0:00（土曜深夜） 更新   | ネット配信     |                  |
| 日本全域   | バンダイチャンネル | 2014年7月15日 -         | 火曜 0:00（月曜深夜） 更新   | ネット配信     |                  |
| 日本全域   | ニコニコ生放送     | 2014年7月15日 -         | 火曜 0:00 - 0:30（月曜深夜） | ネット配信     |                  |
| 日本全域   | ニコニコチャンネル | 2014年7月15日 -         | 火曜 0:30（月曜深夜） 更新   | ネット配信     |                  |

### BD-BOX / DVD-BOX
2014年12月24日に全12話とOVA「Data_xx_Transitory」を収録したBD-BOX初回生産限定盤（EYXA-10025〜8/B〜C）とDVD-BOX初回生産限定盤（EYBA-10021〜4/B〜C）が発売。

## 舞台
- 「脳内クラッシュ演劇『DRAMAtical Murder』」として、2019年12月20日から12月29日にかけて、品川プリンス ステラボールにて上演された。原作同様に途中から物語が分岐し、紅雀、ノイズ、ミンク、クリア、蓮、それぞれのキャラクターに焦点を当てた5パターンのストーリーが回替わり展開された[4]。
- 2023年4月28日から5月7日まで、品川プリンスホテル ステラボールにて再演となる「脳内クラッシュ演劇「DRAMAtical Murder」フラッシュバック」が上演された。再演では初演で上演された紅雀・ノイズ・ミンク・クリア・蓮のルートに加え、新たにウイルス＆トリップのルートが追加される[5]。一部キャストの変更有り。また、2023年3月31日、体調不良のため主演蒼葉役の続投が予定されていた永田聖一朗も舞台を降板、並びに一定期間休養すると公式から発表された[5]。それに伴い土屋直武が主演蒼葉の代役を務めることとなる。

### スタッフ（舞台）
- 原作 - Nitro+CHiRAL[6]
- 脚本 - 内田裕基[6]
- 演出 - 中屋敷法仁[6]

### キャスト（舞台）
矢印は、再演で変更されたキャスト。
- 蒼葉 - 永田聖一朗 → 土屋直武
- 紅雀 - 小波津亜廉
- ノイズ - 富園力也
- ミンク - 八巻貴紀
- クリア - 山縣悠己
- ウイルス - 富永勇也
- トリップ - 吉岡佑 → 磯野大
- ミズキ - 岩城直弥
- 悪島 - 守谷勇人 → 牧田哲也
- 蓮 / セイ - 山﨑晶吾